# Asesinato de diputados salvadoreños de febrero de 2007
El 17 de febrero de 2007, tres miembros del partido ARENA - Eduardo D'Aubuisson, William Pichinte y José Ramón González, junto con su conductor, Gerardo Ramírez - fueron encontrados muertos cerca de Ciudad de Guatemala. Cuatro detectives fueron arrestados e imputados con el cargo de asesinato, tres días después de su arresto, los cuatro fueron asesinados en una celda dentro de una prisión de máxima seguridad. Numerosas personas cercanas a la investigación de este crimen han sido asesinadas o amenazadas de muerte.

## Contexto
Los tres asesinados, excluyendo al conductor, eran miembros del entonces partido en el gobierno, ARENA. Eduardo D'Aubuisson era el hijo del fundador del partido, Roberto D'Aubuisson Arrieta.
Guatemala tiene una de las tasas de asesinatos más altas de toda América Latina, y es utilizada, no solo como zona de tránsito frecuentada por los carteles de droga en su ruta desde Colombia hasta México y los Estados Unidos, sino como un campo de guerra entre grupos como los Zetas y diferentes bandas de sicarios de los cárteles guatemaltecos.

## Los asesinos
Los tres diputados y su conductor se dirigían hacia Ciudad de Guatemala para asistir a una sesión del Parlamento Centroamericano el 19 de febrero de 2007. Su Toyota Land Cruiser era parte de un convoy de cuatro vehículos que se dirigían a la capital, y se separó del mismo dirigiéndose hacia un camino remoto en el Jocotillo, alrededor de unas 20 millas al sureste de Ciudad de Guatemala.
Al día siguiente, los cuerpos de los tres diputados y de su conductor fueron encontrados carbonizados dentro de su vehículo quemado, con claros indicativos de haber recibido tortura previa a su muerte.

## Eventos subsecuentes
Poco tiempo después del evento, cuatro policías guatemaltecos fueron arrestados. Habían sido rastreados gracias a que el director de la PNC los hizo colocar un sistema de GPS dentro de varios vehículos de la policía y fue así que se detectó que dicho vehículo había estado en la escena de los asesinatos. Fueron formalmente acusados de estar conectados con el caso, de manera secreta los cuatro sospechosos fueron trasladados a la prisión de máxima seguridad de El Boquerón, a unas 40 millas al este de Ciudad de Guatemala.
El 25 de febrero, los cuatro hombres fueron asesinados dentro de su celda de la prisión. Los asesinatos fueron seguidos de un disturbio dentro de la prisión; algunos reos e incluso algunos guardias fueron tomados como rehenes. Los reportes iniciales sugieren que hombres armados ingresaron a la prisión como visitantes; la Policía Nacional, sin embargo, declaró que era mucho más probable que los pistoleros fueran personas internas de la prisión, dado que habría sido imposible que personas externas pudieran pasar los tres perímetros de seguridad que existen alrededor del edificio, constituidos por miembros de la Policía Nacional, el ejército y guardias carcelarios. Una veintena de personas dentro de la prisión fueron arrestadas, incluyendo guardias y reclusos.
Los dramáticos asesinatos y toda la trama de eventos causaron el desarrollo de una serie de teorías de conspiración, que fueron negadas por Erwin Sperisen, Jefe de la Policía Nacional de Guatemala: "No fue una gran conspiración. Fue una serie de coincidencias. Pero la gente no quiere creer eso. Quieren un culebrón, un drama de espionaje, una película de James Bond". Entre las teorías más plausibles declaradas por Sperisen se encuentra que algunos oficiales habrían sido engañados para pensar que estaban asesinando a miembros de un cartel de narcotraficantes colombianos enmascarados por imputados por el crimen; enemigos políticos en El Salvador podrían haber encargado el asesinato y los imputados, podrían de hecho estar ligados al tráfico de droga.
A principios de marzo de 2007, uno de los principales oficiales de la Policía, Javier Figueroa, renuncia abruptamente a su posición y vuela junto a su familia hacia Costa Rica en busca de asilo. Posteriormente se dirige hacia Venezuela. Figueroa, un ginecólogo, está involucrado en el arresto de los cuatro oficiales y afirmó temer por su vida. A pesar de estas afirmaciones, la prensa especuló que de hecho Figueroa, al igual que Sperisen, estaban involucrados en la orden de asesinar a los oficiales. Posteriormente, Figueroa y su familia volaron hacia Austria, a finales del 2007, donde se les concedió asilo. En mayo de 2011, autoridades de Austria, arrestaron a Figueroa y posteriormente anunciaron que sería llevado a juicio por asesinato dentro de Austria, rechazando así la petición de extradición realizada por el gobierno guatemalteco, afirmando que Figueroa no tendría derecho a un juicio justo en su país de origen. Sperisen posteriormente viajó a Suiza, en donde por seguridad, se encontraban desde 6 meses antes su familia, y 5 años después a la salida de un supermercado, con lujo de fuerza, a la manera gansteril, es capturado por 8 personas vestidas de particular con chalecos blindados y fuertemente armados y conducido en un vehículo particular, dejando a su esposa que era custodiada por una mujer, que luego se identificó que de la policía de Ginebra. Fue llevado al mp y luego trasladado a la prisión, donde permanece detenido el exjefe de la Policía Nacional Civil, los testigos en su gran mayoría, convictos liberados, como testigos protegidos, por la CICIG, lo señalaron como uno de los que dio la orden de ejecutar a los reos que se encontraban en una lista, presuntamente elaborada por exfuncionarios. Lista elaborada por el encargado de elaborar el plan para la toma de Pavón coronel Luis Linares en el poder.
El 26 de marzo de 2007, Erwin Sperisen, Jefe de la Policía Nacional y Carlos Vielmann, Ministro de Interior, renunciaron a sus cargos como consecuencia de los dos eventos de asesinatos.
El 8 de abril de 2008, Víctor Rivera, de nacionalidad venezolana, fue asesinado mientras conducía en Ciudad de Guatemala. Dos días antes había sido despedido de su posición como asesor del Ministerio del Interior, donde investigaba las muertes de los diputados salvadoreños. El asesinato de Rivera fue investigado por el entonces fiscal general Álvaro Matus, quien era acusado de dirigir una red de encubrimiento por la Comisión Internacional Contra la Impunidad en Guatemala. Matus se entregó a las autoridades el 3 de febrero de 2009, pero los cargos en su contra fueron desechados de inmediato y fue liberado por falta de pruebas
Para julio de 2008, 13 sospechosos de los asesinatos de los cuatro sospechosos eran requeridos por un juez. El 14 de julio de 2008, a pesar de toda la violencia que había acompañado al caso, el prosecutor del estado acusó a los 13 hombres, este fue asesinado en Ciudad de Guatemala.

## Motivos
La gran trama de violencia y de corrupción que rodea al caso del asesinato de los tres diputados de ARENA y su conductor, generó un amplio debate en Guatemala y El Salvador. Investigaciones de la CICIG determinaron que el crimen fue debido a nexos con las drogas. De acuerdo a investigación contratada por la ONU, los diputados salvadoreños que fueron asesinados en Guatemala transportaban una maleta con 5 millones de dólares. Además, que el director de la PNC salvadoreña en el momento del crimen, Rodrigo Ávila, sabía que el legislador William Pichinte transportaba una maleta con dinero.